# Wang Yan (brydżystka)
Wang Yan (chiń. 王妍; pinyin Wáng Yán) – chińska brydżystka.

## Wyniki brydżowe

### Zawody światowe
W światowych zawodach zdobył następujące lokaty:
| Mistrzostwa Świata. Konkurencja teamów | Mistrzostwa Świata. Konkurencja teamów | Mistrzostwa Świata. Konkurencja teamów | Mistrzostwa Świata. Konkurencja teamów | Mistrzostwa Świata. Konkurencja teamów | Mistrzostwa Świata. Konkurencja teamów |
| Rok                                    | Miejsce                                | Zawody                                 | Kategoria                              | Drużyna                                | Pozycja                                |
| -------------------------------------- | -------------------------------------- | -------------------------------------- | -------------------------------------- | -------------------------------------- | -------------------------------------- |
| 2007                                   | Szanghaj                               | 38. Mistrzostwa Świata Teamów          | Trans                                  | Beijing Bei Di Ke                      | 52                                     |
| 2006                                   | Tiencin                                | 3 Puchar Świata Teamów Akademickich    | Open                                   | China A                                | 1                                      |

| Mistrzostwa Świata. Konkurencja par | Mistrzostwa Świata. Konkurencja par | Mistrzostwa Świata. Konkurencja par | Mistrzostwa Świata. Konkurencja par | Mistrzostwa Świata. Konkurencja par | Mistrzostwa Świata. Konkurencja par |
| Rok                                 | Miejsce                             | Zawody                              | Kategoria                           | Partner                             | Pozycja                             |
| ----------------------------------- | ----------------------------------- | ----------------------------------- | ----------------------------------- | ----------------------------------- | ----------------------------------- |
| 2014                                | Sanya                               | 14. Seria Mistrzostw Świata         | Open                                | Lin Fujun                           | 187                                 |
| 2006                                | Werona                              | 12. Mistrzostwa Świata              | Open IMP                            | Huang Yan                           | 82                                  |
| 2006                                | Werona                              | 12. Mistrzostwa Świata              | Kobiety                             | Huang Yan                           | 46                                  |

## Klasyfikacja
- Wang Yan – klasyfikacja WBF (ang.)